# Nikołaj Rubinstein
Nikołaj Grigorjewicz Rubinstein (ros. Николай Григорьевич Рубинштейн; ur. 2 czerwca?/14 czerwca 1835 w Moskwie, zm. 11 marca?/23 marca 1881 w Paryżu) – rosyjski pianista, dyrygent, kompozytor i pedagog; brat pianisty Antona Rubinsteina.

## Życiorys
W wieku 4 lat rozpoczął naukę gry na fortepianie u matki. W latach 1844–1846 studiował grę na fortepianie u Theodora Kullaka i kompozycję u Siegfrieda Dehna w Berlinie. Po powrocie do Moskwy uczył się u Aleksandra Villoinga. Studiował prawo na Uniwersytecie Moskiewskim, uzyskując dyplom w 1855 roku. Prowadził działalność jako pianista. Założył moskiewski oddział Rosyjskiego Towarzystwa Muzycznego, którym kierował w latach 1860–1881. W 1863 roku zorganizował przy nim klasy muzyczne, doprowadzając następnie do przekształcenia ich w 1866 roku w Konserwatorium Moskiewskie. Zmarł na gruźlicę. Piotr Czajkowski zadedykował jego pamięci swoje Trio fortepianowe a-moll.
Zasłynął przede wszystkim jako pedagog i organizator życia muzycznego, jako pianista nigdy nie dorównał sławą bratu. Jako dyrygent wprowadził na sceny rosyjskie dzieła twórców europejskich takich jak J.S. Bach i Richard Wagner, propagował też twórczość Piotra Czajkowskiego, dokonując prawykonań wielu jego utworów. Do jego uczniów należeli Siergiej Taniejew, Aleksandr Siloti i Emil von Sauer.